# 至此剧终
《至此剧终》（英文：The End, So Far）是美国重金属乐队活结乐队于2022年9月30日由走鹃唱片（Roadrunner Records）发行第七张录音室专辑。这是双方于1998年签约以来，活结乐队在走鹃唱片公司发行的最后一张专辑。这是2019年入队的新打击乐手迈克尔·帕夫（Michael Pfaff）首次参与的录音室专辑，也是前采样手兼键盘手克雷格·琼斯（Craig "133" Jones）和前鼓手杰伊·温伯格（Jay Weinberg）参与的最后一张录音室专辑。专辑全长57分31秒，是乐队目前为止最短的录音室专辑。

## 背景
2021年5月19日，打击乐手肖恩·克兰汉（Shawn Crahan）透露乐队目前正在创作“上帝音乐”。  6月9日克兰汉音乐杂志Loudwire发表的一篇文章中表示，活结乐队的新专辑有望将于2021年发行。他还补充说，乐队将在专辑发布后与合作25年的走鹃唱片分道扬镳。
2021年11月，乐队开始在新域名thechapeltownrag.com上发布新专辑的预告。网站上有一首新歌的几个片段，让乐迷猜测乐队是否会发行新单曲《The Chapeltown Rag》并在Knotfest Roadshow上进行的现场首演。最终乐队在11月4日发布新单。2021年12月，泰勒透露乐队计划于2022年1月混音他们的第七张录音室专辑，并希望在2022年4月发布。他还表示，他更喜欢即将发布的第七张录音室专辑，而不是上一张专辑《我非你类》（We Are Not Your Kind）。
2022年2月主唱科里·泰勒在接受Eddie Trunk采访时宣布，该专辑的录制已经完成，并正在进行混音。他将这张专辑描述为比他们2004年专辑《Vol. 3: The Subliminal Verses》的“更重的版本”。
2022年7月19日，乐队宣布发行专辑以及专辑的第二首单曲《 The Dying Song (Time to Sing) 》。 在2022年8月5日，乐队发布了第三支单曲《Yen》。整张专辑于2022年9月30日正式发行。
在2022年8月22日，乐队宣布将发行九个特别版本的专辑，每个版本的封面都将附以其中一位乐队成员的照片。
乐队将这张专辑是致敬给于2021年7月去世的乐队联合创始人和前鼓手乔伊·乔迪森（Joey Jordison）。《至此剧终》（The End, So Far）的原版黑胶唱片和磁带发行版本被错误地印刷为"The End For Now...." 对此主场科里·泰勒在Reddit AMA表示专辑英文名《The End, So Far》一直是专辑的预定标题，而印刷错误是由于“某个人犯了错，没有与乐队核实”导致的。
关于专辑为何取名为《至此剧终》（The End, So Far），主唱科里·泰勒表示名字意味着“一个时代的终结，和另一个时代的开启。”

## 评价
| 綜合得分            | 綜合得分  |
| 來源                | 評分      |
| ------------------- | --------- |
|                     | 6.7/10    |
|                     | 80/100    |
| 評論得分            |           |
| 來源                | 評分      |
| AllMusic            | [ 21 ]    |
| Consequence         | favorable |
| Blabbermouth.net    | 8.5/10    |
| Clash               | 8/10      |
| The Daily Telegraph | [ 25 ]    |
| Exclaim!            | 7/10      |
| Kerrang!            | [ 27 ]    |
| Metal Hammer        | [ 28 ]    |
| NME                 | [ 29 ]    |
| Sputnik Music       | 2.3/5     |

《至此剧终》得到了总体积极的评价。在Metacritic上，该专辑根据来自主流刊物的基于10篇评论，获得了80分的平均得分。
Kerrang!杂志的Luke Morton评论说，《至此剧终》更像是一张“专辑而不是一组歌曲”。他对乐队在一些歌曲中采取的新方向表示欢迎，比如开场曲《Adderall》，这是一首“六分钟的合成器驱动曲目 - 带有所有的干净演唱”，同时仍然指出该专辑保留了活结乐队标志性的沉重感，包括“野性的尖叫、爆破节奏以及DJ 希德·威尔森（Sid Wilson）新的刮碟技巧”。
新音乐快递的安德鲁·特伦德尔 (Andrew Trendell) 给这张专辑打了四颗星（满分五颗星），将乐队的新方向与大卫·鲍伊 (David Bowie) 、工具乐队和Stone Temple Pilots乐队进行了比较，同时还指出，诸如《Hivemind》和《Heirloom》等较重的曲目会让活结乐队老歌迷满意”。 
Blabbermouth.net也注意到了乐队的新音乐风格，并强调，虽然《The Dying Song》和《The Chapeltown Rag》等单曲提供了“令人头骨颤抖的沉重感和致命连复段的哀号声”，但《Adderall》和《Medicine for the Dead》等歌曲显示了乐队的，尤其是特别是主唱泰勒的才能和成长。
前音后果的塞万特·波佩 (Cervante Popé) 表示：“新专辑有让人觉得活结并不老套的新鲜要素，但也忠实于他们最初让我们成为蛆虫（活结乐迷）的声音。” 
詹姆斯·克里斯托弗·蒙格 (James Christopher Monger) 在AllMusic评论这张专辑也对此持不同态度。“《至此剧终》可能不是一记全垒打，但它证明了这支乐队仍然在为此而努力。”

### 荣誉
| 评价杂志 | 荣誉                        | 排名 | 参考   |
| -------- | --------------------------- | ---- | ------ |
| 大声线   | 2022年50张最佳摇滚+金属专辑 | –    | [ 36 ] |
| 金属锤   | 2022年50张最佳专辑          | 16   | [ 37 ] |
| 左轮手枪 | 2022年25张最佳专辑          | 16   | [ 38 ] |

## 商业演出
《至此剧终》在全球十多个国家的排行榜中进入了前十，其中包括在澳大利亚、德国、希腊、墨西哥、瑞士和英国等多个国家登顶。在美国，这张专辑在Billboard 200排行榜上排名第二，这是自2004年的《Vol. 3: (The Subliminal Verses)》以来首张未能登顶的专辑。首周销售了59,000张，其中50,500张来自实体销售。在英国，该专辑在周中榜单更新中曾落后于乔治·迈克尔的《Older》翻版，但最终以340张的差距超过后者，成为继2001年的《爱荷华》和2019年的前作《我非你类》之后乐队在英国专辑榜上的第三张冠军专辑。 该专辑共售出14,068份，其中12,083份来自纯销售，同时还通过流媒体额外计入了2,005份专辑等价单位。 

## 曲目列表
| 《至此剧终》曲目列表 | 《至此剧终》曲目列表          | 《至此剧终》曲目列表 |
| 曲序                 | 曲目                          | 时长                 |
| -------------------- | ----------------------------- | -------------------- |
| 1.                   | Adderall                      | 5:40                 |
| 2.                   | The Dying Song (Time to Sing) | 3:23                 |
| 3.                   | The Chapeltown Rag            | 4:49                 |
| 4.                   | Yen                           | 4:43                 |
| 5.                   | Hive Mind                     | 5:15                 |
| 6.                   | Warranty                      | 3:51                 |
| 7.                   | Medicine for the Dead         | 6:16                 |
| 8.                   | Acidic                        | 4:50                 |
| 9.                   | Heirloom                      | 3:31                 |
| 10.                  | H377                          | 4:23                 |
| 11.                  | De Sade                       | 5:39                 |
| 12.                  | Finale                        | 5:07                 |
| 总时长：             | 总时长：                      | 57:31                |